# Sylvester Gilbert
Sylvester Gilbert (* 20. Oktober 1755 in Hebron, Colony of Connecticut; † 2. Januar 1846 ebenda) war ein US-amerikanischer Politiker. Zwischen 1818 und 1819 vertrat er den Bundesstaat Connecticut im US-Repräsentantenhaus.

## Werdegang
Nach einer guten Grundschulausbildung besuchte Sylvester Gilbert bis 1775 das Dartmouth College in Hanover (New Hampshire). Danach studierte er bis 1777 Jura. Nach seiner Zulassung als Rechtsanwalt begann er in Hebron in seinem neuen Beruf zu arbeiten. Von 1786 bis 1807 war er Bezirksstaatsanwalt im Tolland County; danach fungierte er dort bis 1817 als Bezirks- und Nachlassrichter.
Politisch wurde Gilbert nach der Gründung der Demokratisch-Republikanischen Partei Ende der 1790er Jahre deren Mitglied. Zwischen 1780 und 1812 war er Abgeordneter im Repräsentantenhaus von Connecticut, von 1815 bis 1816 gehörte er dem Staatssenat an. Nach dem Rücktritt des Kongressabgeordneten Uriel Holmes wurde er bei der staatsweit abgehaltenen Nachwahl in das US-Repräsentantenhaus in Washington, D.C. gewählt. Dort beendete er zwischen dem 16. November 1818 und dem 3. März 1819 die angebrochene Legislaturperiode.
Nach seiner kurzen Zeit im Kongress arbeitete er wieder als Anwalt in Hebron. Zwischen 1820 und 1825 war er erneut Bezirksrichter. Im Jahr 1826 war Sylvester Gilbert noch einmal Abgeordneter im Repräsentantenhaus von Connecticut. Danach hat er keine wichtigen Ämter mehr ausgeübt. Er starb am 2. Januar 1846 in seinem Heimatort Hebron und wurde dort auch beigesetzt.